# Angelika Rettberg
Angelika Rettberg (Bogotá, 7 de abril de 1969) es la actual decana de la Facultad de Ciencias Sociales de la Universidad de los Andes, así como profesora del Departamento de Ciencia Política. Además, es directora del Programa de Investigación sobre Conflicto Armado y Construcción de Paz.
Rettberg es experta en resolución de conflictos armados hasta una paz estable, en especial en el territorio colombiano. Sus principales intereses de investigación son: el sector privado, la sociedad civil, la justicia transicional y reconciliación, además de recursos naturales, conflictos armados y crimen. Asistió al Colegio Andino Deutsche Schule- una escuela promoción de 1988. Habla con fluidez tres idiomas, incluyendo el español, el inglés, y el alemán.  
En diciembre de 2023, Rettberg fue nombrada Decana de la Facultad de Ciencias Sociales de la Universidad de los Andes.

## Trayectoria académica y profesional
Angelika Rettberg se licenció en Ciencia Política en la Universidad de los Andes en el año 1993 y obtuvo su doctorado en el año 2000 por la Boston University. Actualmente es directora del Programa de Investigación sobre Conflicto Armado y Construcción de Paz y directora del grupo de investigación Conflictos armados, construcción de paz y estudios globales en seguridad.
Desde 2005, es profesora asociada del departamento de Ciencia Política en la Universidad de los Andes. La politóloga Angelika Rettberg participa, además, regularmente como columnista y comentarista en medios nacionales e internacionales.
Forma parte de la junta académica del German Institute of Global and Area Studies (GIGA) de Alemania, del consejo asesor del Centro de Estudios sobre Seguridad y Drogas (CESED), de la Universidad de los Andes y del consejo directivo de la Corporación Reconciliación.
Angelika Rettberg continúa escribiendo publicaciones, y lecturas, mientras que participa en conferencias y foros a día de hoy. Pertenece a numerosos grupos internacionales de investigadores, incluyendo la American Political Science Association, la Asociación Latinoamericana de Ciencia Política, la Households in Conflict Network, la Asociación Colombiana de Ciencia Política, y la Latin American Studies Association, concentrando específicamente en Colombia y las económicas y políticas.
Además, actualmente es representante Universidad de los Andes, Alianza de Universidades por la Paz y en el Instituto Colombo-Alemán para la Paz (CAPAZ) desde 2016. También es Miembro del Consejo Directivo de la Corporación Reconciliación Colombia desde 2015. Rettberg ha sido Miembro plenipotenciario de la delegación del Gobierno de Colombia en diálogos de paz con el Ejército de Liberación Nacional (ELN) en 2018.
Desde 2019, Rettberg es codirectora del Gender, Justice and Security Hub, un consorcio de investigación financiado por el  United Kingdom Research and Innovation, y administrado por el London School of Economics and Political Science, junto a la politóloga María Gabriela Vargas Parada y la abogada Luisa Salazar Escalante, entre otras académicas.

## Líneas de Investigación
Rettberg es Global Fellow del Peace Research Institute Oslo. Hace más de diez años fundó el Programa de Investigación sobre Conflicto Armado y Construcción de Paz, el cual dirige actualmente. Sus investigaciones siguen la línea de investigación sobre la sociedad civil y la justicia transicional en sociedades que buscan superar los conflictos armados, en la relación con los recursos, conflicto armado y criminalidad; y en el comportamiento empresarial en contextos de conflicto armado y construcción de paz.
Sus más recientes investigaciones se han enfocado en el sector privado como actor político y, específicamente, en el comportamiento empresarial en contextos de conflicto armado y construcción de paz con la Ley de Justicia y Paz de Colombia
Sus trabajos han sido financiados por la fundación Alexander von Humboldt, el International Development Research Centre de Canadá (IDRC), el Social Science Research Council de Estados Unidos, el Instituto Colombiano de Ciencia y Tecnología (Colciencias), la fundación One Earth Future (OEF), el Banco Mundial, el Programa de Naciones Unidas para el Desarrollo (PNUD), la Gesellschaft für Internationale Zusammenarbeit(GIZ), y la Universidad de los Andes.

## Obras
Ha publicado más de diez libros entre los cuales destacan: Reparación en Colombia: ¿Qué quieren las víctimas? y Explorando el dividendo de la paz: Impactos del conflicto armado en el sector privado colombiano. Resultados de una encuesta nacional, además de más de cincuenta capítulos y artículos académicos. 
Organizó la conferencia ¿Diferentes recursos, conflictos diferentes? Una aproximación a la economía política del conflicto regional colombiano? el 24 de abril de 2009 en la Universidad de los Andes e International Development Research Centre. 
También ha participado en la organización de diversos foros, especialmente sobre el caso de Colombia, como el del 5 de abril de 2006, Un destino para Colombia: Líderes de la sociedad civil y la imaginación de escenarios futuros para Colombia, parte del Programa de Investigación sobre Construcción de Paz en el departamento de Ciencia Política de la Universidad de los Andes.  Además de brindar su participación en numerosas conferencias, foros y talleres.

## Premios y reconocimientos
Perteneció al Premio “Emprender Paz: La apuesta empresarial” como jurado.